# Never Say Never (film 2023)
Never Say Never è un film del 2023 diretto da Wang Baoqiang.

## Trama
2001. Xiang Tenghui gestisce a Longshan, Sichuan, un'attività di estrazione della sabbia con il suo amico Wang Feng. Un giorno, Xiang viene attaccato da una banda di ragazzi e Feng consiglia a quest'ultimo di vendere l'attività a Li Sancai. Tenghui visita l'imprenditore locale Wang Jingfu, il quale gli promette di finanziare la costruzione di un club di lotta per bambini, inclusa la banda di ragazzi, i quali accettano in cambio di vitto e alloggio. Poche settimane dopo, Jingfu viene arrestato per vendita di merce contraffatta. Tenghui decide, quindi, di voler chiudere il club ma i ragazzi riescono a convincerlo a continuare ad addestrarli. Dopo varie vicissitudini, Xiang rivela di essere stato un campione di MMA e che gli fu ritirata la sua medaglia d'oro perché fece uso di sostanze dopanti a sua insaputa, dopo che il suo allenatore gli fece prendere delle pillole con l'inganno. Furioso, Tenghui attaccò l'allenatore e fu quindi condannato al carcere per aggressione.
10 anni dopo, nel 2011, il club incomincia ad avere successo, fino a quando non viene pubblicato su Internet un vecchio video di Ma e Su che combattono, motivo per il quale entrambi vengono squalificati al torneo e il club viene chiuso dalle autorità. Un anno dopo, Tenghui riceve un invito di partecipazione a un talk show per far luce sull'accaduto, il quale accetta dopo aver tentato invano di chiedere alla CJ di sciogliere il contratto di Ma e Su. Xiang confessa di aver ingannato i ragazzi inducendoli a combattere. Più tardi Su visita Ma in prigione e gli rivela che il proprietario della CJ è stato arrestato per uso di sostanze dopanti e aggressione. Due anni dopo, Su, ripresosi da un intervento chirurgico alla gamba, gareggia al campionato mondiale dei pesi leggeri FGP contro il campione in carica, il brasiliano Connor, perdendo al primo e a gran parte del secondo round, a causa delle prese. Tuttavia, negli ultimi secondi del secondo round, Su fugge da una rear naked choke mettendo KO Connor. Xiang, che ha assistito all'incontro, riceve di nuovo il permesso di riaprire il club mentre Ma, scarcerato, è tornato a combattere.

## Produzione
Il film è basato sulla storia dell'Enbo Fight Club.